# Franz Julius Ferdinand Meyen

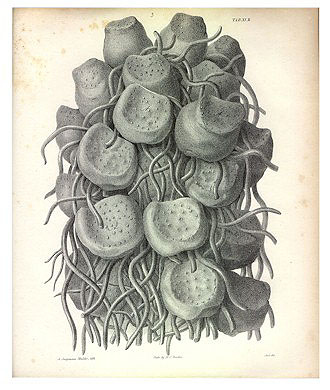
Ilustración de Ueber die neuesten Fortschritte der Anatomie und Physiologie der Gewächse (1834), de Franz Meyen.

Franz Julius Ferdinand Meyen (28 de junio de 1804 - 2 de septiembre de 1840) fue un médico, botánico y zoólogo alemán.
Meyen nació en Tilsit. En 1830 escribió Phytotomie, la primera revisión de anatomía vegetal.
Participa en una expedición a América del Sur.
- La abreviatura «Meyen» se emplea para indicar a Franz Julius Ferdinand Meyen como autoridad en la descripción y clasificación científica de los vegetales.[1]

## Abreviatura (zoología)
La abreviatura Meyen  se emplea para indicar a Franz Julius Ferdinand Meyen como autoridad en la descripción y taxonomía en zoología.

## Honores

### Eponimia
- Andropogon meyenianus Steud.[2]
- Anisophyllum meyenianum Klotzsch & Garcke[3]
- Arundina meyenii Rchb.f.
- Baumea meyenii Kunth
- Chamaesyce meyeniana (Klotzsch) Croizat[4]
- Cheilanthes meyeniana C.Presl[5]
- Diplostephium meyenii Wedd.
- Haplopappus meyenii Walp.
- Lepidium meyenii Walp.
- Nassella meyeniana (Trin. & Rupr.) Parodi[6]
- Poa meyenii Nees
- Polygonum meyenii K.Koch
- Polypodium meyenianum (Schott) Hook.[7]
- Stachys meyenii Walp.